# Thurn en Taxis (Brussel)

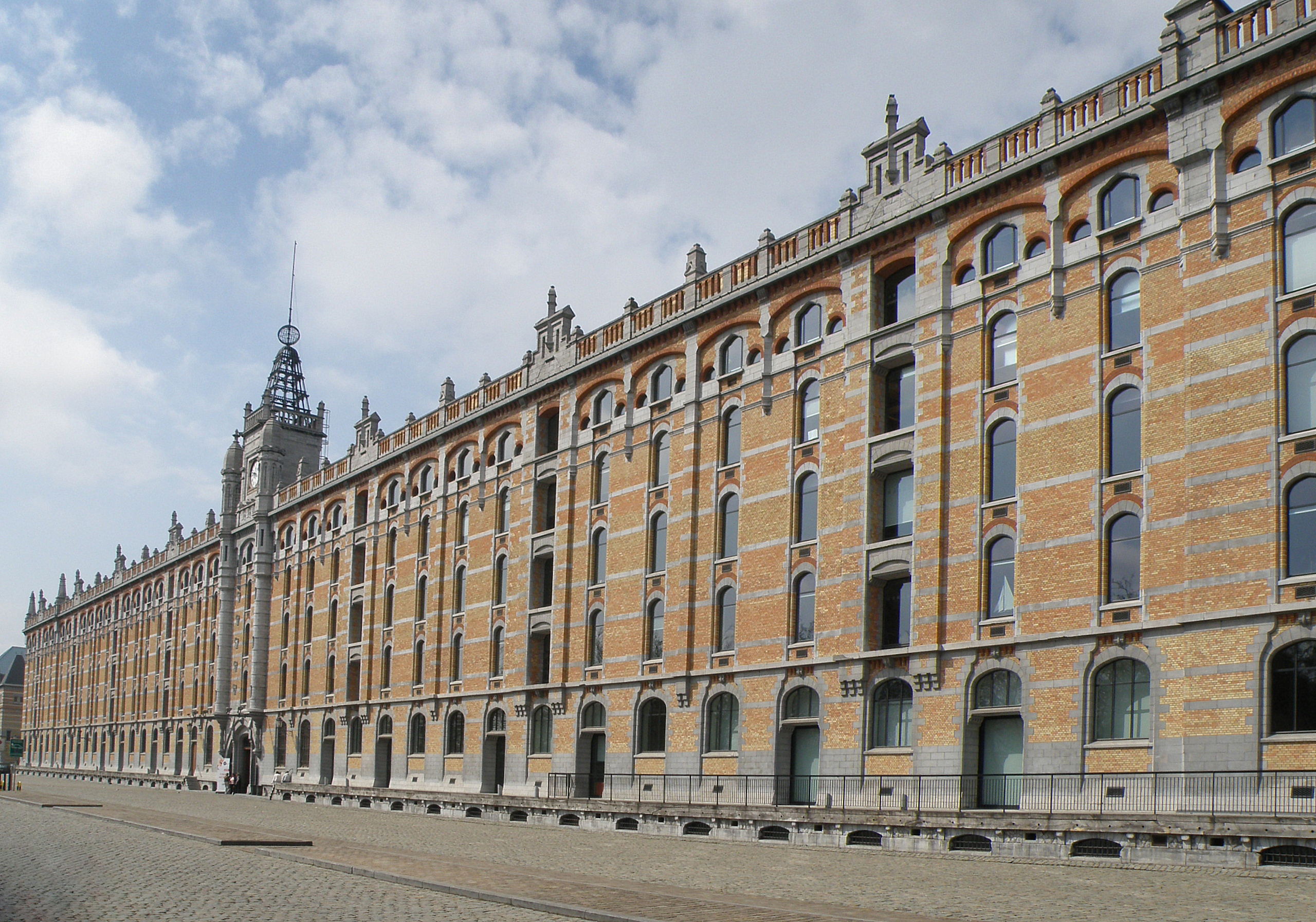
Buitenaanzicht van het Koninklijk Pakhuis

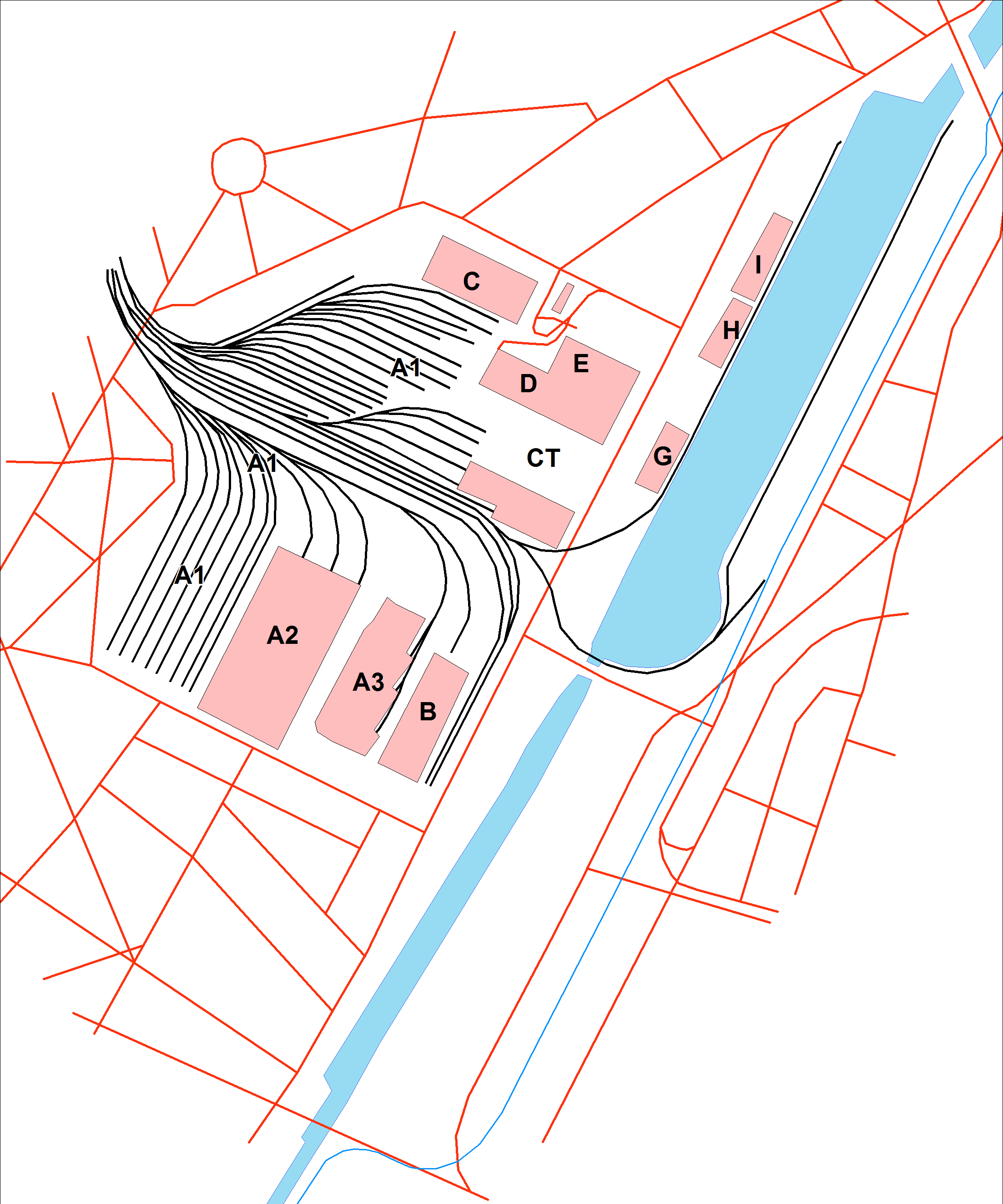
Schets van terrein Thurn en Taxis tijdens de uitbating als goederenstation en opslagplaats. A1: goederenstation; A2: goederenloods; A3: special magazijn; B: 'Entrepot' (Koninklijk Pakhuis); C: TIR station; D en E: hangars; G, H en I: loodsen aan de Steamerskaai (Vergotedok)

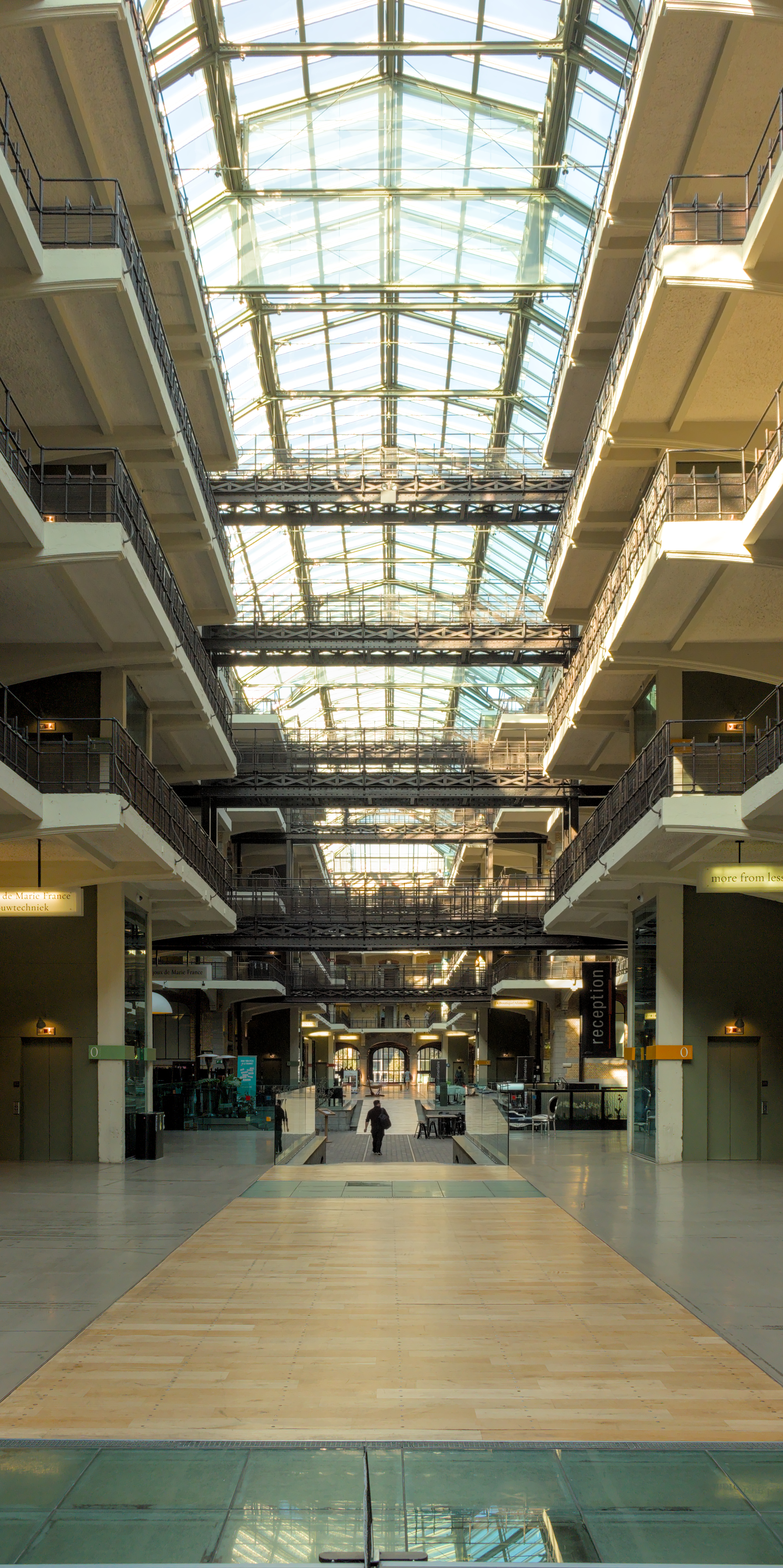
Interieur van het hoofdgebouw

Thurn en Taxis (Frans: Tour et Taxis) is een evenementenlocatie, bedrijvencentrum en woonwijk in de Belgische hoofdstad Brussel. Het ligt langs het Kanaal van Brussel, en werd ingericht op een herbestemde industrieel terrein rond het voormalig goederenstation (het Maritiem Station of Gare Maritime) en de opslagplaats Koninklijk Pakhuis. Na de sluiting van het station in 1994 is het Koninklijk Pakhuis als eerste gerestaureerd. De spoorlijn 28A werd in 2014 omgevormd tot een landschapspark.

## Geschiedenis

### Voorgeschiedenis, naam en bouwer
Tot in de 18e eeuw werden de drassige weiden langs de haven gebruikt als weide voor de paarden van de postkoetsen. In de 19e eeuw werden de gronden gekocht door de familie Von Thurn und Taxis, oprichters van het Europese postsysteem.
Op het einde van de 19e eeuw industrialiseerde België zeer sterk. De locatie, naast het kanaal en in de buurt van het centrum en de spoorwegen, maakte het terrein zeer geschikt als nieuw goederenstation met opslagplaatsen. Het vorige stapelhuis was alweer te klein geworden.
In 1897 annexeerde de stad Brussel met de eerste noordelijke uitbreiding het havengebied met Thurn en Taxis en raakten de gemeenten Laken en Sint-Jans-Molenbeek een stuk van hun grondgebied kwijt. De Belgische Staatsspoorwegen, als nieuwe eigenaar van een gedeelte van het terrein, startte onder impuls van koning Leopold II een prestigieus project op. Rond 1900 namen de werken een aanvang en in 1910 werd het complex in gebruik genomen. Het ging om een los- en laadkade langs de Willebroekse Vaart, een aftakking van spoorlijn 28 met diverse rangeersporen, een goederenstation van de spoorwegen en een groots 'Koninklijk Pakhuis' met bijgebouwen.

### Koninklijk Pakhuis
Het paradepaardje van het complex was (en is) het Koninklijk Pakhuis, dat tussen 1904 en 1906 gebouwd werd naar een ontwerp van Ernest Van Humbeeck. Het was bedoeld voor langdurige opslag. De centrale voorgevel toont de wapenschilden van Belgische steden en provincies. Hierboven wordt het wakende oog van de Romeinse god van de handel, Mercurius afgebeeld.
Bij de aanleg bevond zich een zijarm (met kaai) van het kanaal tot vlak bij het gebouw en er liep een spoorlijn vanuit Mechelen en de Antwerpse haven door het midden van de stapelplaats. In de 19e eeuw was het een belangrijk centrum voor opslag en overslag van goederen voor heel Europa.

### Goederenstation
Het goederenstation, beter bekend als het Maritiem Station (Frans: Gare Maritime), werd ontworpen door ingenieur Frédéric Bruneel met mogelijke betrokkenheid van de architecten Constant Bosmans en Henri Vandeveld. Met een oppervlakte van 4 ha ging het toen om het grootste goederenstation van Europa. Het functioneerde als inklarings- en opslagcomplex voor de hele Brusselse agglomeratie. Na verloop van tijd werd het terrein te klein en werd voor bepaalde activiteiten uitgeweken naar het nieuwe goederenstation station Klein-Eiland.
Het goederenstation werd aangelegd aan een aftakking van spoorlijn 28, de zogeheten lijn 28A. De lijn werd aangelegd in de periode tussen 1902 en 1907. In 1905 werd de aansluiting met lijn 28 in dienst gesteld. Het goederenstation werd gesloten in 1994. In juni 1994 wordt voor de eerste maal het festival Couleur Café georganiseerd op het terrein van het goederenstation. In 2000 werd de lijn buiten dienst gesteld.

## Herontwikkeling

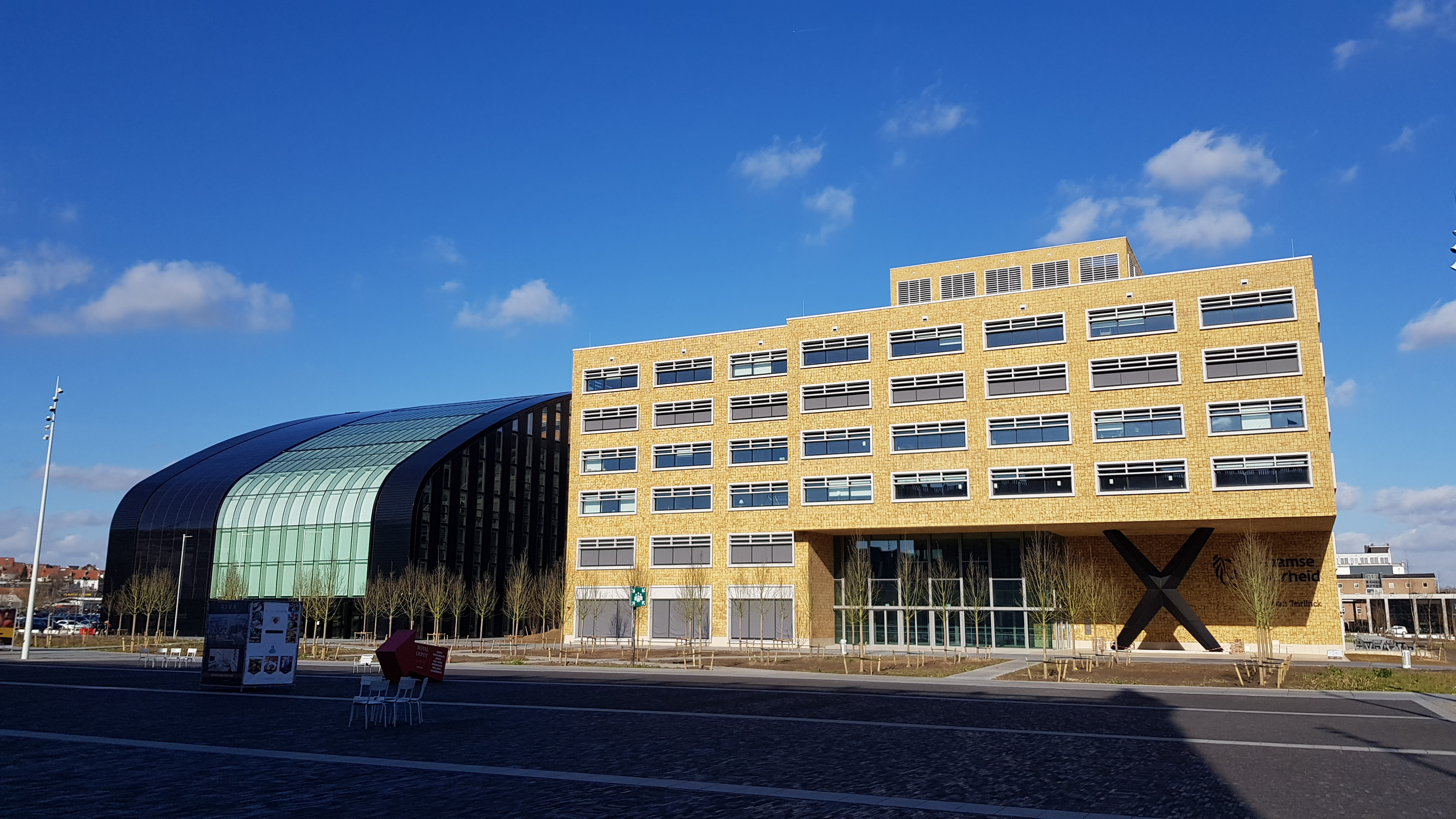
Links het BEL en rechts het Herman Teirlinckgebouw

De activiteiten op deze locatie bereikten hun hoogtepunt in de jaren 60, met meer dan 3000 werknemers. Wanneer de laatste logistieke activiteiten beëindigd worden in 2000, wordt er nagedacht over een nieuwe bestemming voor het terrein. In afwachting was de plek ideaal voor grote evenementen zoals het muziekfestival Couleur Café (1994-2016) en het Brussels International Festival of Fantastic Film (2007-2012).
Sinds 15 januari 2015 is het terrein volledig in eigendom van het vastgoedbedrijf Extensa, een dochter van Ackermans & van Haaren. Het Koninklijk Pakhuis werd omwille van zijn historische waarde en merkwaardige architectuur (baksteen, natuursteen, voor die tijd veel glas en smeedijzer) gerestaureerd. Sedert de restauratie wordt het gebruikt voor allerhande antiekbeurzen (zoals BRAFA en Art Brussels), kunstevenementen, wijnbeurzen, muziekfestivals en exclusieve feesten. Ook is het gebouw regelmatig decor voor film- en tv-opnames.
Op het terrein ten noorden van de loods van het goederenstation kwam een multifunctionele stadswijk. Een blikvanger van het terrein is het nieuwe passieve BEL. Op het noordelijke deel van de site staat een nieuw kantoorgebouw voor de Vlaamse Overheid, het Herman Teirlinckgebouw. Op 15 december 2015 heropende het vroegere NMBS-Station Pannenhuis, aan het noordwestelijke einde van het terrein, als treinstation Thurn en Taxis.
Ook werd er op het terrein een park aangelegd, het Thurn en Taxispark, dat zich uitstrekt van het kanaal tot de metrostations Belgica en Pannenhuis. Aan de westzijde, langs spoorlijn 28, is het park gekend onder de naam 'Park van Lijn 28'. Op termijn wordt dit deel van het park verlengd tot het metrostation Bockstael. Een dreef met vijf bomenrijen moet op termijn het centrale deel van het park aan de westzijde verbinden met de Havenlaan aan de oostzijde van het terrein. Aan de overzijde van het kanaal wordt het park via nieuw aan te leggen groen aan de zuidzijde van de Rederskaai verbonden met het speelplein Willem De Mol en het Maximiliaanpark. Ter hoogte van Thurn & Taxis, aan de overzijde van het kanaal, bevindt zich de Akenkaai, die zich uitstrekt tussen het Kaaitheater (Sainctelette Plein) en de Up-site Terrassen met Toren (Redersplein) en in de zomer bekend is voor Brussel Bad.

### World of Mind
Sinds 2023 is World of Mind open in Thurn en Taxis, een wetenschapsmuseum of interactief parcours met hersenbrekers, optische en auditieve illusies en experimenten.

## Trivia
- De naam is afgeleid van het Italiaans-Duitse adellijk geslacht Thurn und Taxis, dat zijn naam in het Frans vertaalde als Tour et Taxis. In het Nederlands heeft men het over Thurn en Taxis of ook Thurn en Tassis.